# BTV Story
bTV Story (Би-Ти-Ви Стори) — болгарский развлекательный телевизионный канал, часть медиахолдинга bTV Media Group. Вещает с 28 января 2012. Аудиторию канала составляют женщины, для которых и создаётся большинство телепрограмм и фильмов.

## История
Телеканал основан 28 января 2012 как ещё один телеканал в составе медиахолдинга bTV Media Group. С 7 октября 2012 года он вещает в формате 16:9. С 1 октября 2013 года канал входит во второй мультиплекс болгарского цифрового телевидения MUX 2.
В ноябре 2023 года было объявлено, что bTV Lady будеть изменить свое название на bTV Story. 11 декабря 2023 года bTV Lady была официально переименована в bTV Story.

## Сетка вещания
В сетку вещания телеканала входят реалити-шоу и ток-шоу, теленовеллы производства Турции и Латинской Америки, телесериалы и романтические фильмы, программы о здоровье, красоте, уходу за домом и садом, семье и детях. На телеканале выходят несколько кулинарных шоу, во главе которых стоит «Кухня Звездева» (болг. Кухнята на Звездев) с ведущим Иваном Звездевым. С марта 2012 года на bTV Story транслируются церемонии вручения американских музыкальных премий (в том числе и «Грэмми»), с 2013 года организуется трансляция конкурса «Мисс Вселенная».

## Технология вещания
Вещание bTV Story доступно через кабельные сети, цифровое эфирное вещание и интернет-технологию IPTV, а также через спутники Astra 1G, Intelsat 12 и Hellas Sat 2.

## Бывшие логотипы

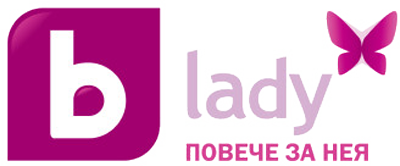
Логотип bTV Lady с 2012 по 2016 год.
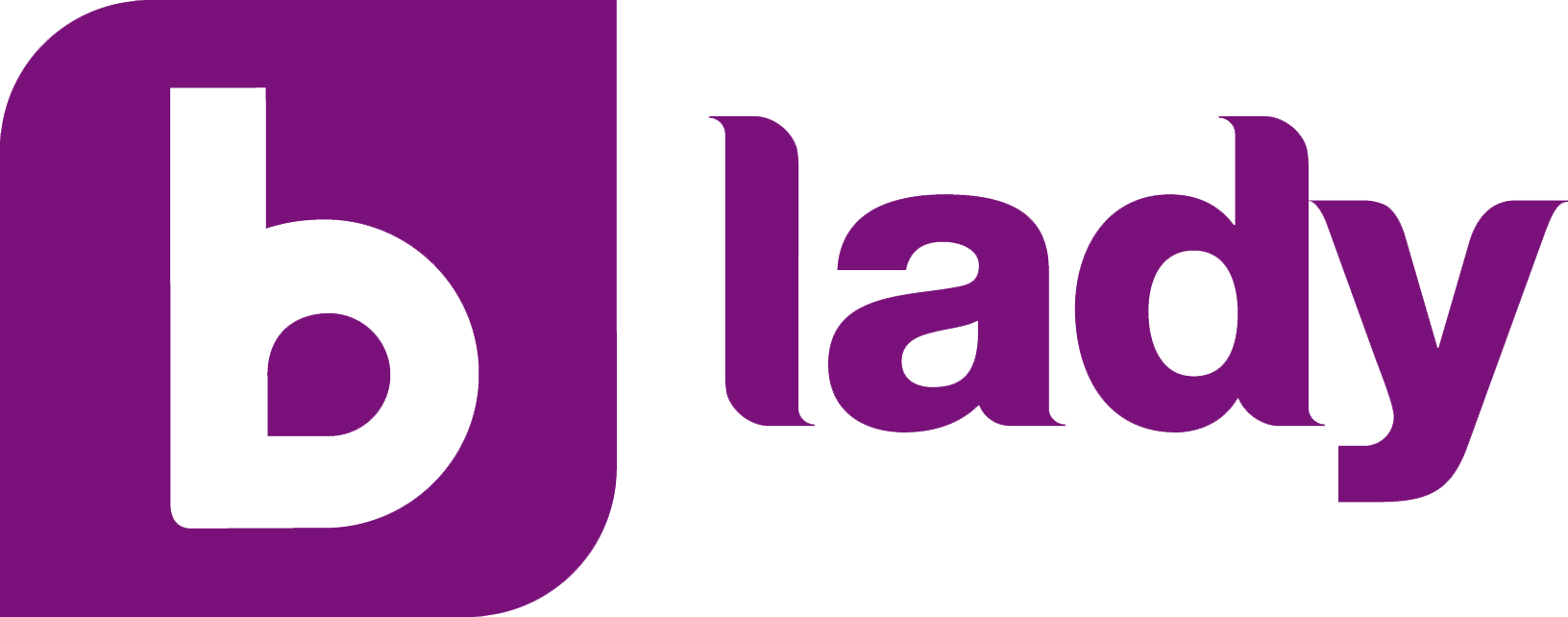
Логотип bTV Lady с 2016 по 2023 год